# Myrmarachne ramosa
Myrmarachne ramosa är en spindelart som beskrevs av Badcock 1918. Myrmarachne ramosa ingår i släktet Myrmarachne och familjen hoppspindlar. Inga underarter finns listade i Catalogue of Life.